# Fairy Falls
Die Fairy Falls sind ein Wasserfall in der Region Auckland auf der Nordinsel Neuseelands. In den Waitākere Ranges liegt er im Lauf des Fairy Falls Stream. Seine Fallhöhe beträgt 15 Meter.
Der Fairy Falls Track führt vom beschilderten Parkplatz am Scenic Drive in etwa einer halben Stunde in östlicher Richtung zum Wasserfall. Seit Anfang Mai 2018 ist dieser Zugang zur Vermeidung der Ausbreitung einer durch Eipilze der Gattung Phytophthora hervorgerufenen Mykose gesperrt, die eine Wurzelfäule beim Neuseeländischen Kauri-Baum verursacht.